# Kleiwinning in Nederland

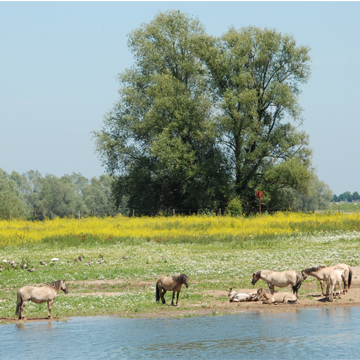
Nieuwe natuur ontstaan na kleiwinning (Leeuwensche waard)

Kleiwinning verwijst naar het proces van het winnen of ontginnen van klei (reliëfvolgend ontkleien) uit natuurlijke bronnen voor verschillende doeleinden.

## Doeleinden
Doeleinden kunnen onder meer omvatten:
- Productie van keramische bouwmaterialen: Klei wordt vaak gebruikt als grondstof voor het maken van keramiek, zoals bakstenen, wand- en vloertegels, en aardewerk. Verschillende kleisoorten kunnen verschillende eigenschappen hebben die geschikt zijn voor specifieke toepassingen in de bouwsector.
- Kadeversterking en dijkenbouw: Klei kan worden gebruikt voor de versterking van kades en de bouw van dijken vanwege zijn cohesieve eigenschappen en waterdichtheid. Het wordt vaak gebruikt als bouwmateriaal voor waterbouwkundige projecten vanwege zijn stabiliteit en vermogen om water te weerstaan.
- Bodemafdichting: In sommige gevallen wordt klei gebruikt om de bodem af te dichten, bijvoorbeeld om te voorkomen dat verontreinigende stoffen in het grondwater doordringen of om wateropslagplaatsen te creëren.

## Soorten kleiwinning
Kleiwinning kan plaatsvinden door technieken zoals graven uit de uiterwaarden van de grote rivieren en ontginnen van klei uit open groeven.

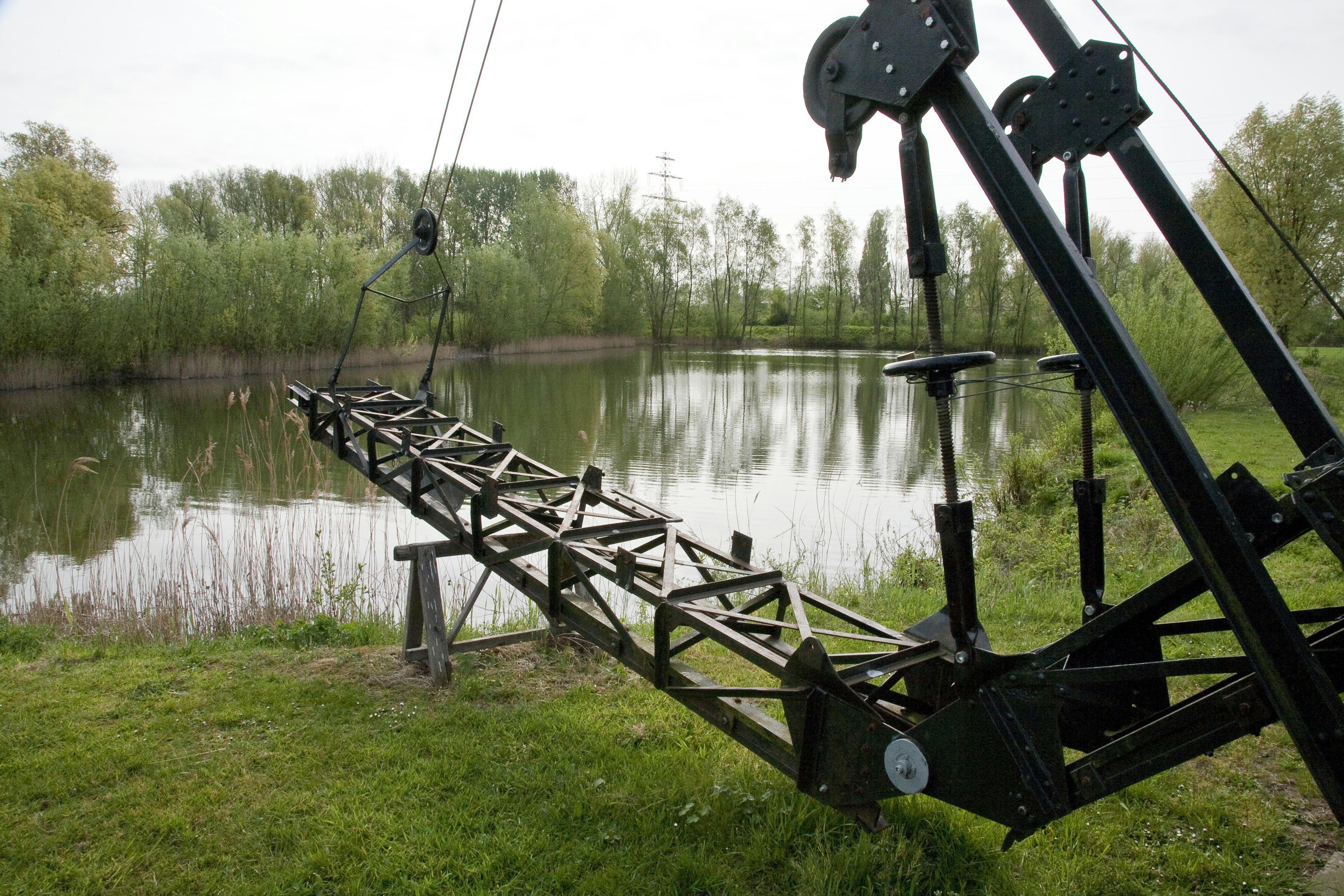
Kleiwinning

- Natte winning: De in Nederland meest gebruikte klei is afkomstig uit de uiterwaarden van de grote rivieren (natte winning). In het voorjaar, als veel smeltwater uit de bergen naar de lage landen wordt gevoerd, overstromen de buitendijkse gebieden langs de rivier. Steeds opnieuw zet zich daar een laagje klei af.

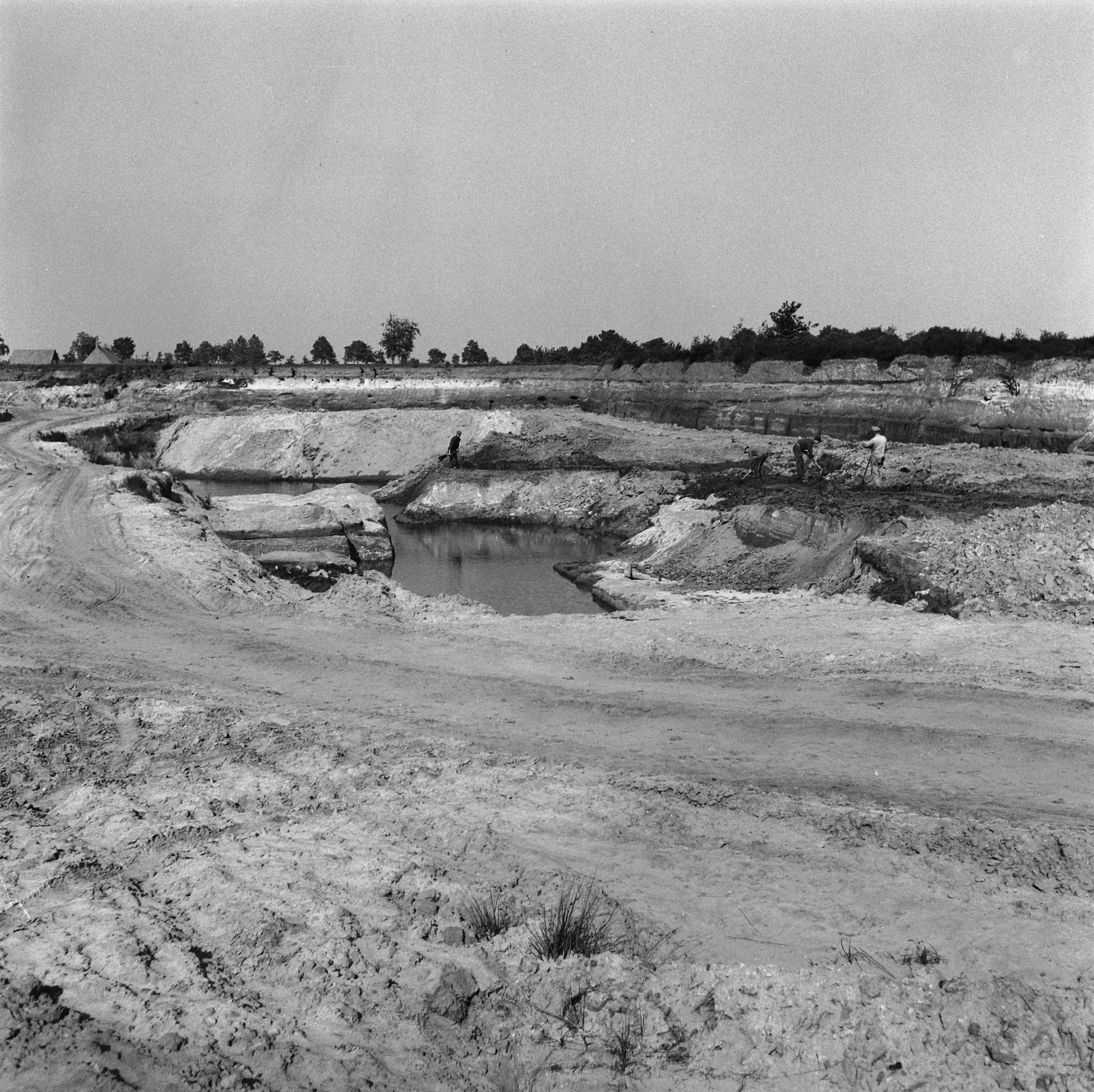
Kleiafgraving in 1952

- Droge winning: Klei afkomstig uit groeves (droge winning).
- Secundaire winningen: Klei dat grotendeels vrijkomt bij doelbewuste (primaire) winningen, bijvoorbeeld als een bijproduct bij infrastructurele werken.

## Kleiwingebieden
Klei wordt op diverse locaties gewonnen. Zo’n 70% van de totale kleiproductie in Nederland is afkomstig van rivierklei uit de uiterwaarden van de grote rivieren.

## Natuurlijk klei
Klei ontstaat door chemische en hydrothermale verwering van gesteenten. In tegenstelling tot zand, dat uit korrels bestaat, zijn kleideeltjes plaatvormige verweringsproducten. Kleideeltjes zijn kleiner dan 0,002 mm. Uiteindelijk bezinkt de klei als slib in stilstaand water. Dit zeer langzaam verlopend proces heeft door de eeuwen heen vele lagen gevormd. Overal in Europa vindt men kleilagen, verschillend van kleur, naargelang het soort gesteente waaruit zij zijn ontstaan. De vindplaatsen bevinden zich zowel aan het grondoppervlak als diep daaronder, waar de kleilagen in dikte variëren van één tot dertig meter. Er zijn verschillende soorten klei met ieder verschillende gebruiksmogelijkheden.
Klei is opgebouwd uit kleiplaatjes die door cohesiekrachten worden bijeengehouden. Over het algemeen werkt water als glijmiddel tussen deze plaatjes. De natuurlijke grondstof klei is daardoor plastisch en vervormbaar.

## Hernieuwbaarheid van klei
Klei afkomstig uit de uiterwaarden van de grote Nederlandse rivieren wordt als een zichzelf vernieuwende grondstof aangemerkt. De sedimentatie (neerslag) van nieuwe kleideeltjes is gemiddeld 1 cm per jaar. Door de constante aanvoer hiervan blijft de voorraad klei oneindig beschikbaar. Daarbij komt nog bij, dat over een groot aantal jaren gezien, minder klei wordt gewonnen dan de rivieren in de uiterwaarden afzetten.

## Nieuwe natuur
Kleiwingebieden worden als beschermde gebieden aangemerkt en kleiwinning wordt gecombineerd met belangen op het gebied van natuurontwikkeling of rivierveiligheid. Bij reliëfvolgend ontkleien worden bodembestanddelen zoals zand in hun natuurlijke vorm behouden en kunnen oude stroomgeulen zich herstellen. Er ontstaat nieuwe natuur.. 
Bij kleiwinningen is - ondanks de inzet van steeds schoner materieel - gedurende de uitvoering tijdelijk sprake van een hogere stikstofdepositie. Als kleiwinningen worden gecombineerd met natuurontwikkeling maakt de agrarische functie plaats voor nieuwe natuur.
Kleiwinningen fungeren vaak - al dan niet in combinatie met zandwinning - als financiële drager voor natuurontwikkeling. Agrarische gronden worden (reliëfvolgend) afgegraven, waarna deze de functie ‘natuur’ krijgen. Met deze functieverandering daalt de economische waarde van de grond.

## Kleiwinning als bescherming tegen overstromingen
De winning van Nederlandse rivierklei is ook van belang bij het beperken van de mogelijke negatieve gevolgen van klimaatverandering.

## Kleidepots
Klei wordt opgeslagen in depots. De klei wordt samengesteld voor de fabricage van een specifieke baksteen qua kleur, afmeting en hardheid. Om aan de eisen van een kwalitatief goede baksteen te voldoen, wordt er bij de opbouw van een kleiproductiedepot gestuurd op acht eigenschappen. Te weten de percentages grofzand, fijn zand, leem, organisch materiaal, ijzeroxide, kalk, zwavel en de specifieke oppervlakte.

## Keramische bouwproducten
Fabrikanten van keramische bouwmaterialen (steenfabrieken) produceren van de gewonnen klei metselbaksteen, straatbaksteen, (poreuze) binnenmuursteen, keramische dakpannen, keramische wand- en vloertegels, keramische raamdorpels en sieraardewerk.

## Transport
In het verleden gebruikten steenfabrieken veel smalspoor/veldspoor op hun terrein, en tussen hun terrein en de kleivelden.